# 褐紫鳞薹草
褐紫鳞薹草（学名：Carex obscuriceps）为莎草科薹草属的植物。分布于锡金、不丹以及中国大陆的四川西南部、云南西北部等地，生长于海拔3,500米的地区，多生长在沼泽地以及潮湿处，目前尚未由人工引种栽培。